# Sinagoga Sotonina
U pismima upućenima ranim kršćanskim crkvama u Smirni i Filadelfiji, u Knjizi Otkrivenja, Isus spominje izraz "sinagoga Sotonina". Taj se izraz u oba slučaja odnosi na skupinu ljudi koji progone Crkvu, "koji za sebe tvrde da su Židovi, ali to nisu".
Ovaj je odlomak često korišten kao opravdanje antisemitizma, ali evangelički bibličari uglavnom odbacuju takva tumačenja. Oni ističu da je autor Knjige Otkrivenja vrlo vjerojatno bio židovskog porijekla, što proturječi antisemitskom tumačenju teksta.

## Odlomci iz Otkrivenja
Crkvi u Smirni: vjernost u progonu i anđelu Crkve u Smirni napiši: »Ovo govori Prvi i Posljednji, Onaj koji bijaše mrtav i oživje: Znam tvoju nevolju i siromaštvo – ali ti si bogat! – i pogrde od onih koji se nazivaju Židovima, a nisu, nego su sinagoga Sotonina. – Otkrivenje 2:8–9
 Crkvi u Filadelfiji: hrabra izdržljivost i anđelu Crkve u Filadelfiji napiši: "Ovo govori Sveti, Istiniti, Onaj koji ima ključ Davidov i kad otvori, nitko neće zatvoriti; kad zatvori, nitko neće otvoriti: Znam tvoja djela. Evo, otvorio sam pred tobom vrata kojih nitko zatvoriti ne može. Doista, malena je tvoja snaga, a očuvao si moju riječ i nisi zatajio mog imena. Evo, dovest ću neke iz sinagoge Sotonine – koji sebe zovu Židovi, a nisu, nego lažu – evo, prisilit ću ih da dođu da ti se do nogu poklone te upoznaju da te ja ljubim.  – Otkrivenje 3:7–9

## Ostale uporabe izraza
Sličan izraz može se pronaći u Svitcima s Mrtvog mora, gdje je jedna mala progonjena židovska sekta ostatak židovstva smatrala otpadnicima te svoje progonitelje nazivala "dijelom Belijala" (Sotone).
Izraz se također pojavljuje u fragmentu izgubljenog teksta o Dioskuru I. Aleksandrijskom, pronađenom 1923. godine u Samostanu sv. Makarija Velikog. Američki teolog William Hatch identificirao je taj fragment te smatra da se izraz odnosi na Kalcedonski sabor (451. godine), na kojem je Dioskor sudjelovao, ali je potom svrgnut i prognan zbog svojih mijafizitskih stavova.
Godine 1653. kvekerice Elizabeth Williams i Mary Fisher napale su članove Koledža Sidney Sussex u Cambridgeu, nazivajući ih "antikristima" te njihov koledž "kavezom nečistih ptica i Sinagogom Sotoninom". Zbog toga su bile javno bičevane.
Ovaj izraz su koristili protivnici slobodnog zidarstva:
- Enciklika Etsi multa luctuosa, koju je papa Pio IX. objavio 1873. godine, koristila je ovaj izraz za označavanje slobodnog zidarstva.[7]
- Njemački katolički teolog Léon Meurin je 1893. godine izdao knjigu na francuskom jeziku Slobodno zidarstvo, sinagoga Sotonina (fran. La franc-maçonnerie, synagogue de Satan).[8]

Sinagoga Sotonina (njem. Die Synagoge des Satan) knjiga je poljskog pisca Stanisława Przybyszewskog, prvi put objavljena na njemačkom jeziku 1897. godine.
Poznati evangelist Billy Graham upotrijebio je izraz "sinagoga Sotonina" u razgovoru s predsjednikom Richardom Nixonom u Bijeloj kući 1973. godine, govoreći o određenim židovskim skupinama. Kada su snimke razgovora godinama kasnije postale javne, Graham se ispričao za izjave koje su mnogi smatrali antisemitskima.